# 约翰·霍克斯 (网球运动员)
约翰·霍克斯（英語：John Hawkes，1899年6月7日—1990年3月31日），澳大利亚男子网球运动员。他曾获得澳大利亚网球公开赛男子单打冠军、男子双打冠军、混合双打冠军、美国网球公开赛混合双打冠军。